# Harburg Rathaus station
Harburg Rathaus station (även benämnd Hamburg-Harburg Rathaus) är en underjordisk pendeltågsstation i Hamburg som trafikeras av S-Bahn. Stationen ligger i stadsdelen Harburg i Harburgtunneln och öppnade 1983. Linjerna S3 och S5 trafikerar stationen.

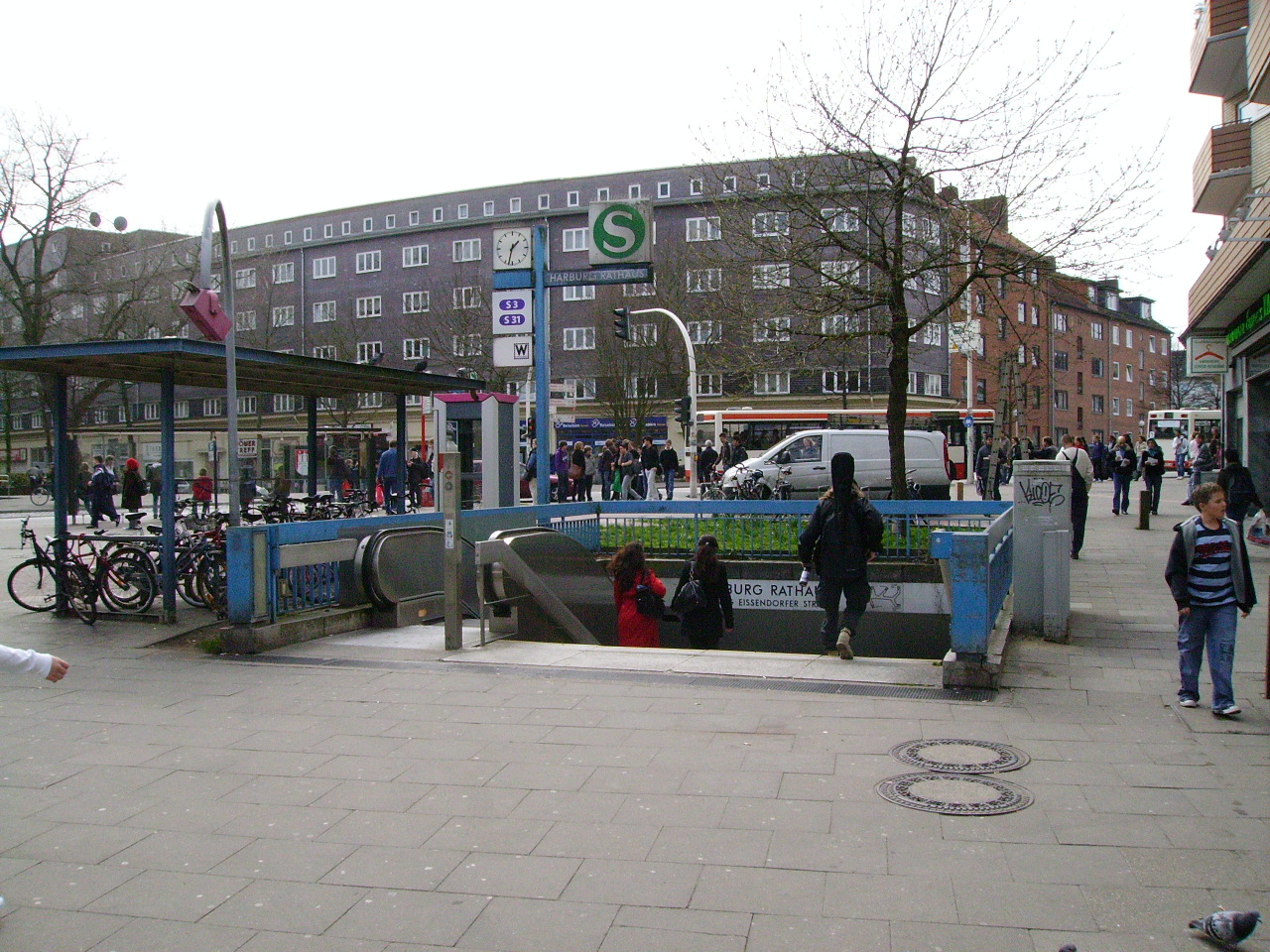
Stationsentré
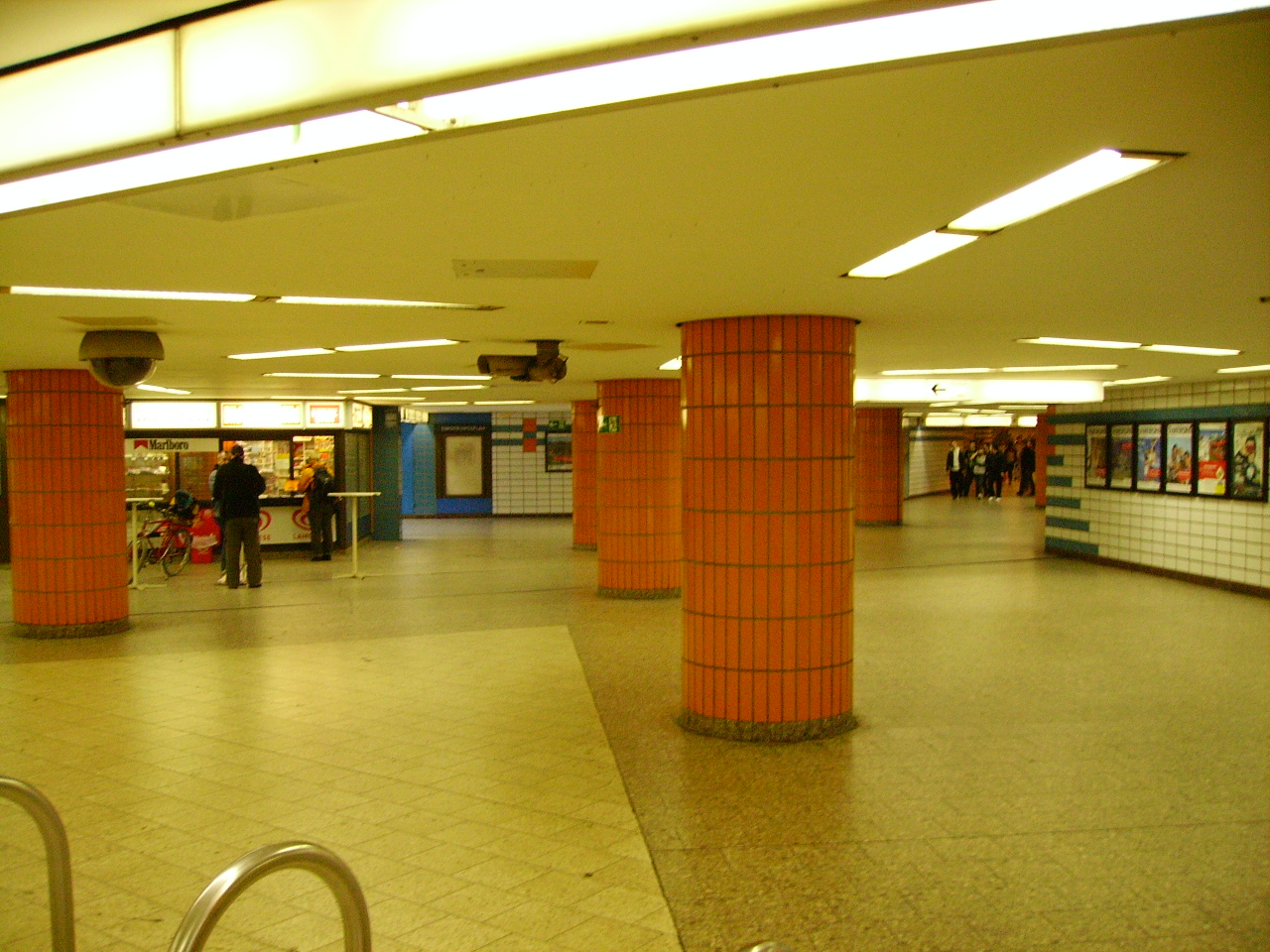
Övre hallen
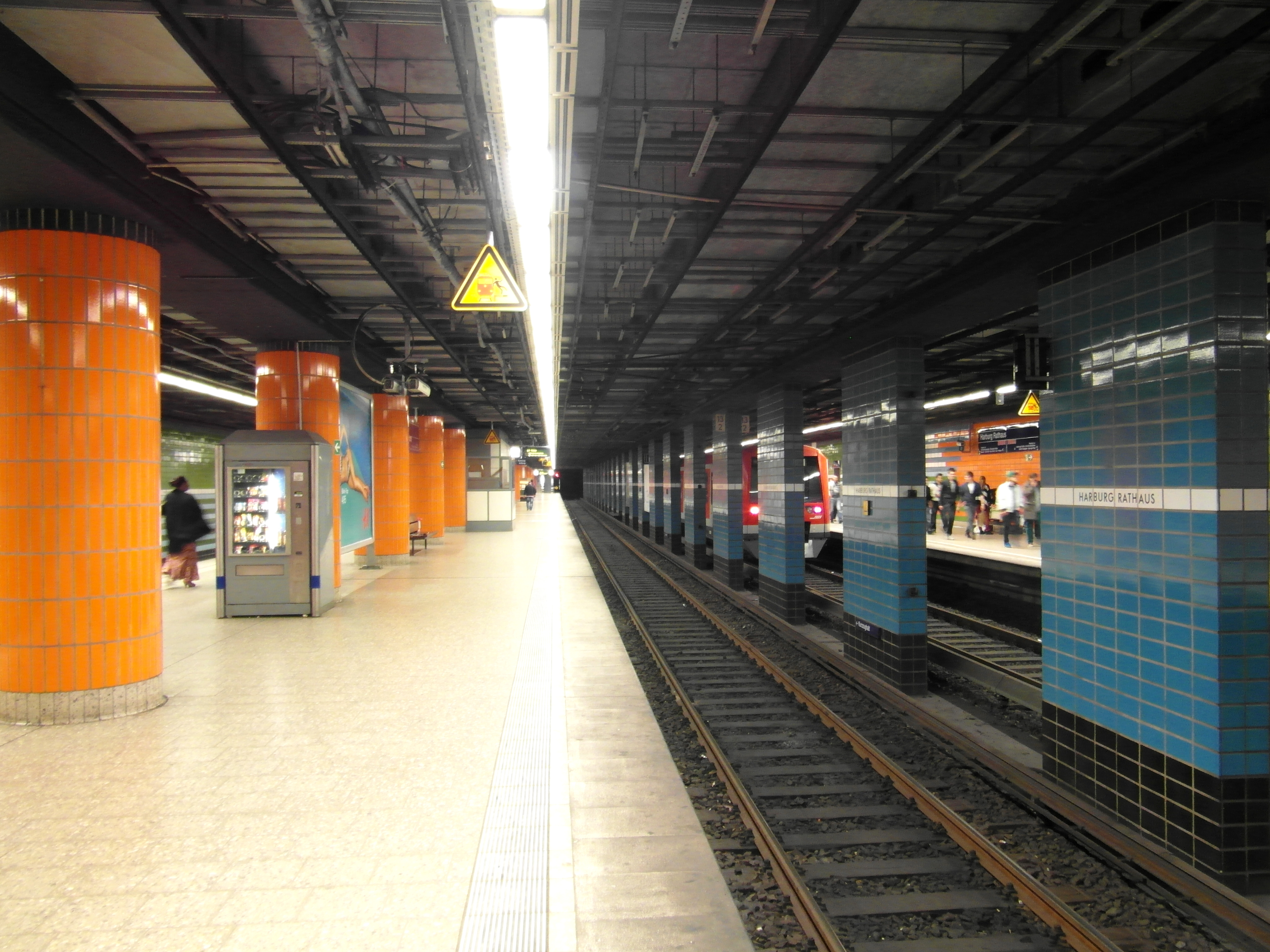
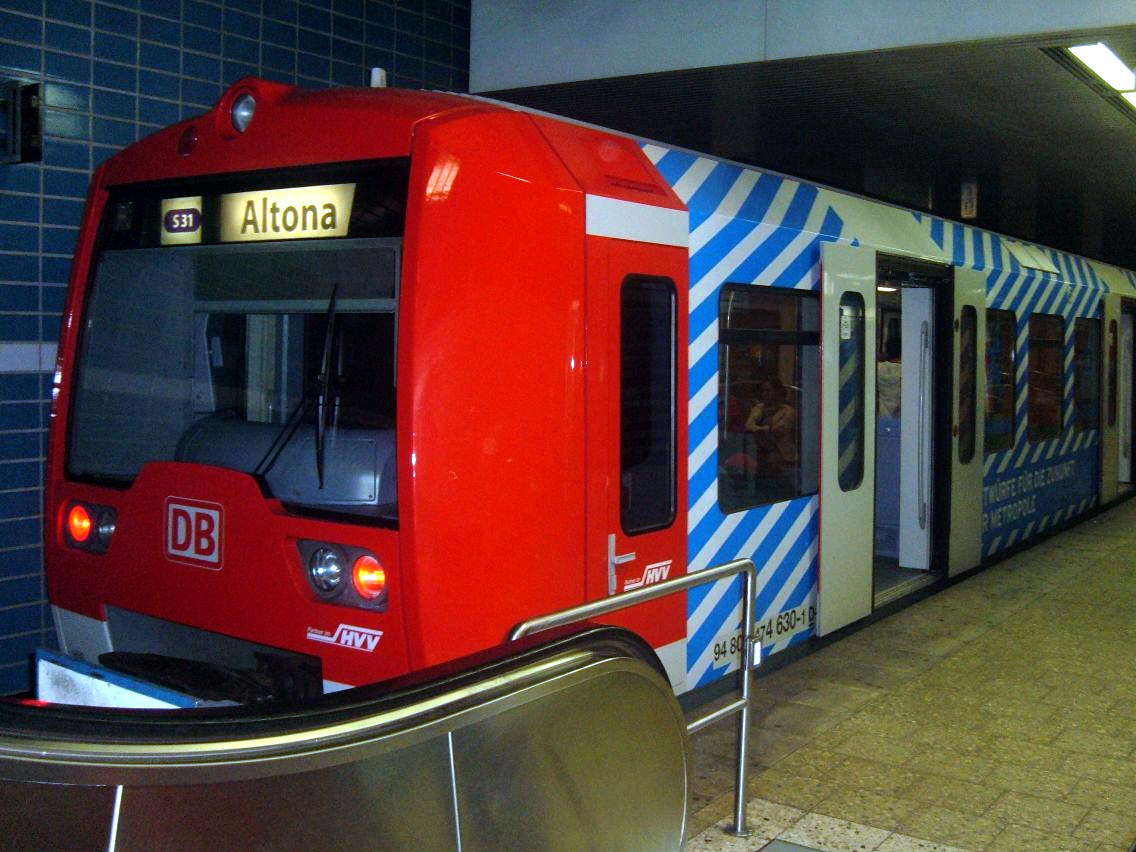
Pendeltåg på stationen